# Tokutomi Roka

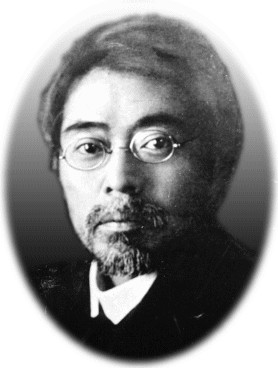
Tokutomi Roka

Tokutomi Roka (japanisch 徳冨 蘆花; * 25. Oktober 1868 in Minamata; † 18. September 1927), eigentlich Tokutomi Kenjirō (徳冨 健次郎), war ein japanischer Schriftsteller der Meiji- und Taishō-Zeit.

## Leben
Tokutomi Roka wurde am 25. Oktober 1868 als zweiter Sohn des Gelehrten und Landsamurai Tokutomi Kazutaka, eines Schülers von Yokoi Shōnan, in Minamata, Präfektur Kumamoto geboren. Sein älterer Bruder war der Denker, Historiker und Journalist Tokutomi Sohō.
Als Jugendlicher besuchte er die Kyōtoer Dōshisha-Schule (den Vorläufer der heutigen Dōshisha-Universität) und ließ sich während einer vorübergehenden Rückkehr nach Kumamoto taufen. Später setzte er den Besuch der Dōshisha-Schule fort, ging dann aber, wegen Zugetanheit zur Nichte von Niijima Jō getadelt, nach Tōkyō. Dort beteiligte er sich an dem von seinem Bruder geleiteten Verlag Min'yūsha und schrieb Beiträge für die Vereinszeitungen Kokumin no Tomo und Kokumin Shimbun. Mit seinem Roman Hototogisu (不如帰, dt. „Gackelkuckuck“) wurde er über Nacht bekannt.
Als sein Bruder Sohō anlässlich des Japanisch-Chinesischen Krieges seinen ideologischen Standpunkt vom liberal-demokratischen zum nationalistischen Flügel hin verlagerte, beendete Roka 1903  seine Tätigkeit beim Min'yūsha-Verlag. Er veröffentlichte auf eigene Kosten Kuroshio (黒潮), das er mit dem Abschnitt Kokubetsu no ji (告別の辞, „Abschiedsrede“), worin er seine Trennung von seinem Bruder verkündete, begann.
Später erlitt er während einer Besteigung des Fujisan eine Ohnmacht und erlebte im Zuge des Genesungsprozesses, wie er schrieb, eine „Wiedergeburt“. Er unternahm eine Pilgerreise nach Palästina und besuchte Tolstoi. Danach betätigte er sich im Nebenerwerb als Bauer und kam immer mehr zu eigenwilligen religiösen Überzeugungen.

## Werke
- Hototogisu (不如帰, dt. „Gackelkuckuck“).
- Kaijin (灰燼, dt. „Schutt und Asche“).
- Kuroi me to chairo no me (黒い目と茶色の目, dt. „Schwarze Augen und braune Augen“).
- Omoide no ki (思出の記, dt. „Memoiren“).
- Shizen to jinsei (自然と人生, dt. „Natur und Leben“).
- Kuroshio (黒潮, dt. „Schwarze Strömung“, „Kuroshio“).
- Yadorigi (寄生木, dt. „Mistel“).
- Mimizu no tawakoto (みみずのたはこと, dt. „Dummes Regenwurmgerede“).